# Gare de Rokkōmichi
La gare de Rokkōmichi (六甲道駅, Rokkōmichi-eki) est une gare ferroviaire localisée dans la ville de Kôbe, dans la préfecture de Hyōgo au Japon. La gare est exploitée par la compagnie JR West, sur la ligne principale Tōkaidō (ligne JR Kobe). L’utilisation de la carte ICOCA est valable dans cette gare.

## Disposition des quais
La gare de Rokkōmichi est une gare disposant de deux quais et de quatre voies.
| N° de voie | Ligne     | Direction                 |
| ---------- | --------- | ------------------------- |
| 1          | ▆ JR Kobe | Sannomiya / Himeji        |
| 2          | ▆ JR Kobe | Sannomiya / Himeji        |
| 3          | ▆ JR Kobe | Amagasaki / Osaka / Kyoto |
| 4          | ▆ JR Kobe | Amagasaki / Osaka / Kyoto |

## Gares/Stations adjacentes
| JR West        |                               |                               |                               |                 |
| Direction Kobe | Ligne Tōkaidō (Ligne JR Kobe) | Ligne Tōkaidō (Ligne JR Kobe) | Ligne Tōkaidō (Ligne JR Kobe) | Direction Osaka |
| Pas de service |                               | Special Rapid Service 新快速  |                               | Pas de service  |
| Sannomiya      |                               | Rapid Service 快速            |                               | Sumiyoshi       |
| Maya           |                               | Local 普通                    |                               | Sumiyoshi       |